# Iardinis
Iardinis es un género de arañas araneomorfas de la familia Mysmenidae. Se encuentra en el Sur de Asia.

## Lista de especies
Según The World Spider Catalog 12.0:
- Iardinis martensi Brignoli, 1978
- Iardinis mussardi Brignoli, 1980